# چینتو اوجانو
چینتو اوجانو (به ایتالیایی: Cinto Euganeo) یک کومونه در ایتالیا است که در استان پادووا واقع شده‌است.

## خصوصیات
چینتو اوجانو ۱۹٫۷ کیلومترمربع مساحت و ۲٬۱۰۴ نفر جمعیت دارد.